# Fontane Bianche di Lancenigo
Fontane Bianche di Lancenigo este o arie protejată (arie specială de conservare — SAC, sit de importanță comunitară — SCI, arie de protecție specială avifaunistică — SPA) din Italia întinsă pe o suprafață de 64 ha, integral pe uscat.

## Localizare
Centrul sitului Fontane Bianche di Lancenigo este situat la coordonatele 45°42′39″N 12°16′58″E / 45.710833°N 12.282778°E.

## Înființare
Situl Fontane Bianche di Lancenigo a fost declarat sit de importanță comunitară în septembrie 1995 pentru a proteja 11 specii de animale. Alte tipuri de protecție:
- arie de protecție specială avifaunistică (în august 1999)
- arie specială de conservare (în iulie 2018)[1][2][3]

## Biodiversitate
Situată în ecoregiunea continentală, aria protejată conține 4 habitate naturale: Păduri aluvionare cu Alnus glutinosa și Fraxinus excelsior (Alno-Padion, Alnion incanae, Salicion albae), Cursuri de apă de la nivel de câmpie la nivel montan, cu vegetație Ranunculion fluitantis și Callitricho-Batrachion, Mlaștini calcaroase cu Cladium mariscus și specii de Caricion davallianae, Liziere de ierburi înalte hidrofile de câmpie și de nivel montan până la alpin.
La baza desemnării sitului se află mai multe specii protejate:
- păsări (7): pescăruș albastru (Alcedo atthis), stârc pitic (Ixobrychus minutus), sfrâncioc roșiatic (Lanius collurio), stârc de noapte (Nycticorax nycticorax), ciuf-pitic (Otus scops), ciocănitoarea verde (Picus viridis), cresteț pestriț (Porzana porzana)
- amfibieni (3): izvoraș-cu-burta-galbenă (Bombina variegata), Rana latastei, Triturus carnifex
- nevertebrate (1): Austropotamobius pallipes

Pe lângă speciile protejate, pe teritoriul sitului au mai fost identificate 2 specii de plante, 4 specii de mamifere.